# Vinko Šepić
Vinko Šepić (Rukavac, Opatija, 1. siječnja 1870. – Banja Luka, veljača 1945.), bio je hrvatski učitelj, prosvjetni djelatni, publicist, pisac za djecu i preporoditelj istarskih Hrvata. Zaslužnik je za razvitak hrvatskog školstva u Istri i stručnog tiska. Pisao je pedagoške i političke članke te članke za djecu.
Pisao je i pod pseudonimom Vice Orljak.

## Životopis
Rodio se 1870. god. u Rukavcu (Opatija). U Kopru je išao u učiteljsku školu. Službovao je diljem poluotoka Istre: Boljunu, Juršićima, Klani. Najduže je učiteljevao u Buzetu, dvadeset godina (1903. – 1923.), gdje je postao i ravnateljem. 
Napisao je mnoštvo publicističkih i stručnih radova. 
Spada u skupinu najznamenitijih Istrana svog vremena koji su branili, čuvali i štitili hrvatski nacionalni duh za burnih vremena talijanizacije Istre.
Bio je jednim od glavnih osnivača i rukovoditelja 1. siječnja 1906. Hrvatskog učiteljskog društva Narodna prosvjeta za Istru u Pazinu i časopisa koji je nosio isto ime. Iz Narodne se prosvjete poslije odvojila manja skupina klerikalaca predvođena Josipom Bačićem, koja je osnovala klerikalno društvo i glasilo Hrvatsku školu. Šepić se protivio podvajanju Hrvata na toj osnovi. Oba su lista nakon nekog vremena prestala izlaziti.
Tijekom rata intenzivirao je svoju djelatnost, osobito nakon što je donesena Svibanjska deklaracija 1917. kad se po Istri širio tzv. Svibanjski pokret prikupljanja potpisa za tu Deklaraciju. 
Kad je u Istri zavladala glad, organizirao je odlazak djece u ostale dijelove Hrvatske na prehranu.
Kad je Italija političkim igrama, izdajstvom i smicalicama došla u posjed Istre poslije 1918., Šepić je nastavio djelovati. 1920. je radio neka se ponovo ujedine hrvatska učiteljska društva i glasila s Istre, Narodna prosvjeta i Hrvatska škola. To mu je uspjelo te je spajanjem tih dvaju društava 1920. nastalo Društvo jugoslavenskih učitelja Istre koje je on vodio. Uređivao je i Učiteljski list. Budući da su talijanske vlasti još agresivnije nastavile talijanizirati Istru, a zaneseni borac za hrvatstvo Istre Šepić im je kao takav smetao, zamjerio se fašistima koji su proganjali svaku trunku hrvatstva u Istri. Bio je prisiljen zauvijek otići od onamo. 1923. je prisilno umirovljen. 1927. su zabranjena sva hrvatska i slovenska glasila. 1929. je morao u emigraciju u Hrvatsku zajedno s brojnim istarskim Hrvatima da ne bi doživio šikaniranja kao što su prošli Ivan Cukon i ostali zagriženi hrvatski preporoditelji. Pobjegao je ilegalno u Kraljevinu Jugoslaviju. Reaktivirao se kao učitelj. Predavao je u Lepovoj Vasi i Podgoraču. Umirovio se 1935. godine. Povremeno je pisao u glasilu hrvatskih i slovenskih emigranata iz Julijske krajine Istri. 
Umro je u Banjoj Luci veljače 1945. godine.
Šepića je njegovo cjelokupno životno djelo uvrstilo u istaknutog borca hrvatskoga narodnog preporoda Istre.
Objavljivao je u učiteljskim listovima, časopisu za djecu Naša nada, tjedniku Istarska riječ te glasilu hrvatskih i slovenskih emigranata iz Julijske krajine Istra.